# Lampe à huile avec urne de Germanicus
La lampe à huile avec urne de Germanicus est une lampe à huile romaine, dont le décor est interprété comme la commémoration du retour à Rome des cendres de Germanicus, décédé en 19 à Antioche.

## Description
Cette lampe à huile présente au centre de son disque une urne cinéraire au décor côtelé. Cette urne se trouve au dessus d'une trirème, dont les rames sont représentées sous forme de hachures. Les deux dauphins qui entourent l'urne attestent du caractère funéraire de celle-ci : ces animaux psychopompes accompagnent les âmes des morts vers les îles des Bienheureux. Une autre lampe au même thème se trouve au Musée Kestner à Hanovre. 

## Analyse
Si l'objet ne porte aucune marque attestant que l'urne présentée est celle de Germanicus, il est très raisonnable de le penser. En effet, sa datation, est proche de la date du décès du général, en octobre 19. À l'époque, les lampes à huile, qui sont des objets du quotidien, sont souvent utilisées pour représenter des sujets divers : thèmes religieux, littéraires, scènes de vie, et même des thèmes politiques des grandes étapes de la vie de l'empire, depuis le règne d'Auguste. 
La mort de Germanicus est un événement suffisamment marquant pour justifier une telle représentation. Le neveu de Tibère, qui l'avait adopté sur ordre d'Auguste, était son successeur désigné. Il était jeune et très populaire, et ses funérailles à Antioche et le retour de ses cendres à Rome furent organisées de façon spectaculaire par sa veuve Agrippine l'Aînée. Elles furent suivies de grands honneurs funéraires à Rome qui marquèrent la population romaine, qui le considérait comme un exemple de vertu. Le fait que Germanicus soit le seul personnage important de cette époque mort à l'étranger et dont les cendres revirent à Rome sur un navire de guerre permet de l'associer cet objet.